# Вальдшнеп
Ва́льдшнеп (лат. Scolopax rusticola) — вид птиц семейства бекасовых, гнездящийся в умеренном и субарктическом поясах Евразии. На большей части ареала перелётная птица, ведёт скрытный ночной образ жизни, обычно одиночный, хотя иногда сбивается в небольшие свободные группы. Основной биотоп — старые влажные лиственные или смешанные леса с пустошами и перелесками. Объект спортивной охоты.
Русское название имеет немецкое происхождение и аналогично слову Waldschnepfe (буквально — лесной кулик). Словарь Даля приводит ряд синонимов названия птицы, в настоящее время используемых редко: боровой кулик, слука, крехтун, березовик, боровик и красный кулик.

## Описание
Вальдшнеп — довольно крупный, размером с сизого голубя, кулик плотного телосложения с длинным прямым клювом. Длина тела 33—38 см, размах крыльев 55—65 см, масса 210—460 г. 
Окрас покровительственный — в целом ржавчато-буроватый, с чёрными, серыми или рыжими пестринами в верхней части тела. Низ несколько более бледный — кремовый либо желтовато-серый, с чёрными поперечными полосами. Такой окрас хорошо камуфлирует, маскирует птицу на фоне прошлогодней листвы. Клюв прямой, цилиндрической формы, может достигать 7—9 см в длину. Глаза расположены высоко и заметно сдвинуты назад — так, что круговой обзор увеличивается до 360°. Между основанием клюва и глазом проходит хорошо заметная тёмно-коричневая полоса. В верхней части головы также имеются одна светлая и две тёмные продольные полосы. Крылья широкие, относительно короткие, полёт похож на совиный. Половой диморфизм не выражен. Между молодыми и взрослыми птицами есть лишь малозаметное различие в рисунке крыла. В пределах природного ареала другие похожие виды не встречаются. Наиболее близкий вид (а возможно, и конспецифичный ему) — амамийский вальдшнеп (Scolopax mira), обитающий исключительно на двух небольших островах на юге Японии. Последний выделяется белым кольцом перьев вокруг глаз (у обыкновенного вальдшнепа — участок голой кожи), тёмной полосой на хвосте и более узкими крыльями.
Обычно молчаливая птица, за исключением брачного периода, когда во время «тяги» (токования) самец на лету издаёт негромкие хрюкающие, скорее благозвучные звуки, которое охотники называют «хорканьем»: 3—4 хриплые рулады обычно заканчиваются высоким двусложным звуком «ци-цик», слышным на расстоянии до 300 м. Воздушное преследование соперника может сопровождаться истошным криком «плип-плип-писс». В подобных стычках чаще всего участвуют самцы-первогодки.

## Распространение

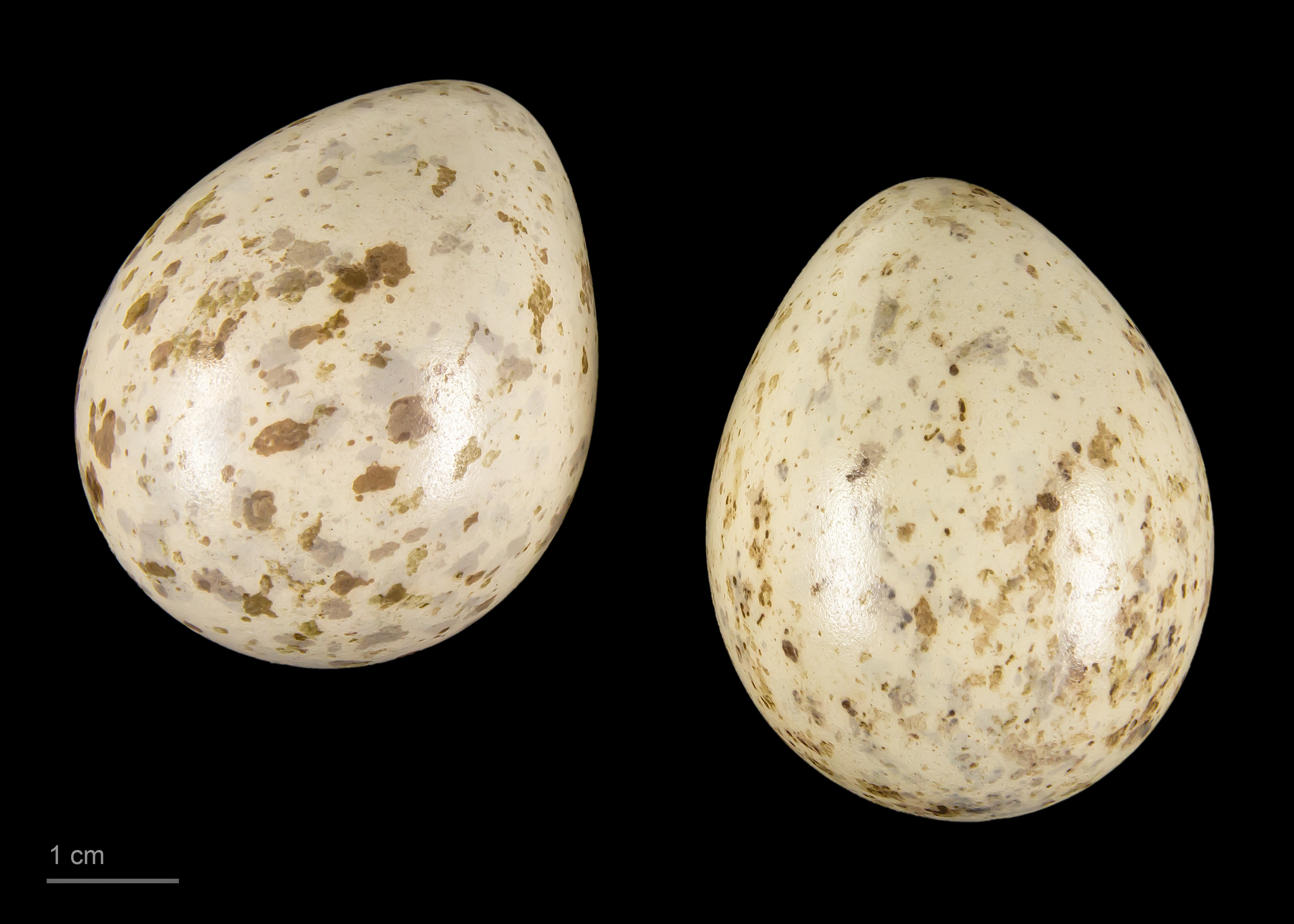
яйцо Scolopax rusticola rusticola — Тулузский музей

### Ареал
Распространён в лесной и лесостепной полосе Евразии от Пиренейских гор на западе до тихоокеанского побережья на востоке. На север поднимается в Скандинавии до 69° с. ш., в Финляндии и на Соловецких островах до 66° с. ш., Архангельская область, на Урале до 66° с. ш., в долинах Енисея и Оби до 66° с. ш., в бассейнах Лены и Колымы до 64° с. ш. Южная граница гнездового ареала проходит через Пиренеи, южные склоны Альп, Балканы, южные Карпаты, центральные районы Украины, Центральное Черноземье, Поволжье до 52° с. ш., Западную Сибирь до 55° с. ш., Алтай, хребет Танну-Ола, нагорье Кентей в Монголии, китайскую провинцию Хэйлунцзян и российское Приморье. За пределами материка встречается на Канарских, Азорских и Британских островах, на острове Мадейра и в Японии.

### Миграция
На большей части ареала перелётная птица. Лишь популяции островов Атлантики и приморских стран Западной Европы ведут оседлый образ жизни. Осенний отлёт обычно связан с первыми заморозками и в зависимости от широты и сезона может проходить с октября по ноябрь. Перед началом миграции характерны так называемые «высыпки» — внезапные появления вальдшнепов в местах, где они никогда не гнездились. Весенние кочёвки при тёплой погоде начинаются уже в начале февраля. В конце марта — середине мая, когда появляются первые большие проталины, птицы уже прибывают к местам гнездовий. Пролёт одиночный, парами или группами от 6 птиц и более. На высыпках появляются последовательно в период миграции, но не стаями. Зимуют в Западной и Южной Европе, Северной Африке, Иране, Афганистане, Индии, Шри-Ланке и в странах Индокитая. В пределах бывшей территории СССР отмечены зимовки на южном берегу Крыма, в низовьях рек Кавказа, редко в Туркменистане. Для вида характерен большой процент филопатрии — большинство птиц возвращается в те же места, где появились на свет сами.

### Места обитания
Гнездится в густых лиственных либо смешанных лесах с влажной почвой, часто с густым валежником и подлеском из зарослей малины и орешника, падуба остролистного (Ilex aquifolium), утёсника (Ulex spp.), черники, различных папоротников и другой низкоярусной растительности. Отдаёт предпочтение местам вблизи небольших водоёмов с болотистыми берегами для поиска корма и светлыми сухими опушками и перелесками для отдыха. Старается избегать редколесья и небольших фрагментированных участков леса. Во время зимовок держится в аналогичных биотопах, часто кочует в поисках корма.

## Размножение

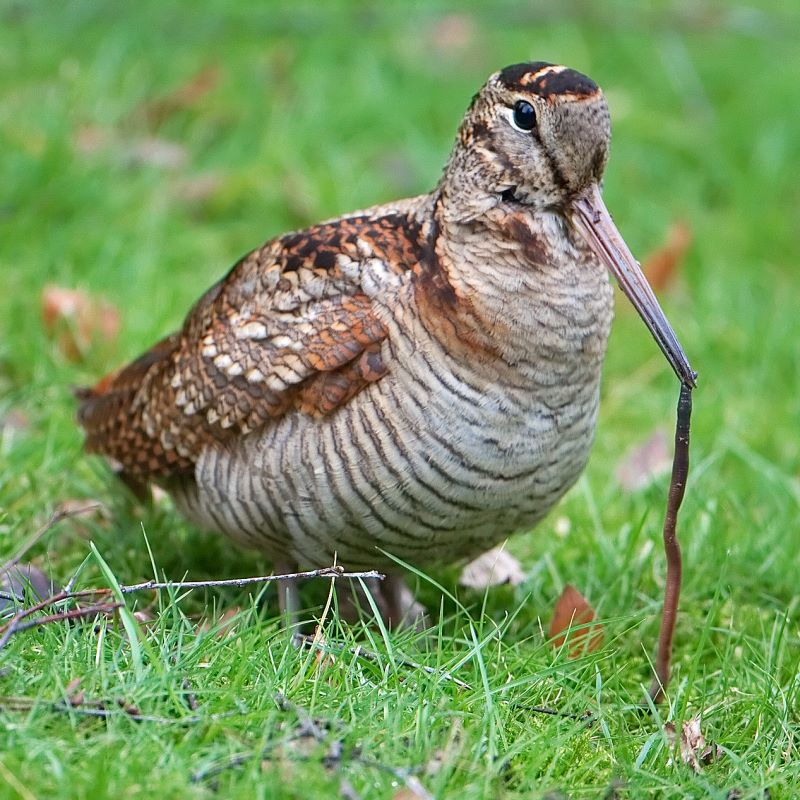
Основной корм вальдшнепа — дождевые черви

Для вальдшнепа характерна последовательная полигиния, пары образуются лишь на время спаривания. Весной после окончания ночных заморозков у птиц начинается так называемая тяга — токование, или ночной брачный полёт, во время которого самцы неторопливо летают с опущенным клювом над вершинами деревьев и «хоркают» — издают мелодичные хрюкающие звуки, заканчивающиеся «циканьем» — высоким свистом. В средней полосе России это обычно происходит во второй половине апреля — середине мая и может продолжаться до начала июля, постепенно утихая к концу. Как правило, путь самца лежит над оврагами, перелесками, полянами и опушками, где внизу на земле его ожидают самки. Между самцами нередки стычки в случаях, когда траектории их полёта пересекаются. Заслышав в траве свист самки, самец немедленно опускается к ней, и состоявшаяся пара не расстаётся в течение нескольких дней. Закончив спаривание, самец навсегда покидает самку и приступает к поиску новой спутницы. В течение ночи тяга имеет два пика активности — после захода солнца до 10—12 часов вечера и перед самым рассветом. Как правило, вторая стадия менее интенсивна и продолжительна. За сезон самец успевает последовательно спариться с 3—4 самками.
Для гнезда выбирается глухой участок леса. Гнездо представляет собой небольшое углубление в земле, обычно под кустом или опавшими ветками, выстланное прошлогодними листьями, хвоей, травой или мхом. Диаметр лотка составляет около 150 мм, толщина подстилки 20—30 мм. Кладка состоит из 4 яиц красновато-коричневого или бледно-охристого цвета, с бурыми и серыми пятнами и крапинами. Размер яиц (40—49)×(31—37) мм. Если первоначальная кладка по какой-либо причине погибает, самка откладывает яйца повторно. Инкубация длится 22—24 дня. Самка на гнезде сидит очень плотно и покидает его лишь при непосредственной опасности. Вылупившиеся птенцы покрыты бледно-желтоватым с крупными серыми и бурыми пятнами пухом. При приближении хищника самка с криком отводит его от гнезда. Уже дней через 10 птенцы покрываются перьями и перепархивают, а по прошествии 20—22 суток уже летают уверенно.
Долгое время на основании охотничьих рассказов считалось, что в отдельных случаях самка способна переносить птенцов по воздуху в более безопасное место, однако эксперименты с самками на гнездах не подтвердили этого. Вероятнее всего, это впечатление связано с позой отведения самки, при которой она опускает хвост между ног и летит низко над землей.

## Питание
Основу питания составляют дождевые черви, особенно во внегнездовом периоде — по этой причине птица всегда кормится в местах с хорошим гумусным слоем почвы. Кроме того, питается насекомыми и их личинками (жуками, уховёртками, многоножками), пауками и пилильщиками. В меньшей степени употребляет в пищу корма растительного происхождения: семена овса, кукурузы и других зерновых культур, нежные побеги трав, ягоды. В период миграции могут охотиться на мелких пресноводных двустворчатых моллюсков и ракообразных. Кормится в сумерки или ночью, неторопливо ступая по лугу или берегу болотца недалеко от леса. В поисках червей и личинок погружает свой длинный клюв в мягкую почву. Нервные окончания на конце клюва хорошо улавливают даже слабое движение под землёй.

## В литературе
- Вальдшнеп упоминается в повести Гавриила Троепольского «Белый Бим Чёрное ухо», в рассказах И. С. Соколова-Микитова «Вальдшнепы»[17] и «Найденов Луг»[18], а также у И. С. Тургенева в «Записках охотника» и в рассказе «Степной король Лир», в рассказе А. П. Чехова «Студент» и в романе Л. Н. Толстого «Анна Каренина». В рассказе «Вальдшнеп» Акутагавы Рюноскэ ведётся повествование об охоте на этих птиц русских писателей Толстого и Тургенева.
- В рассказе Мопассана «Вальдшнеп» из сборника новелл «Рассказы вальдшнепа» (1883) писатель называет эту птицу «королём дичи».
- Владимир Даль о вальдшнепе: «Вальдшнеп — самая благородная птица на целом земном шаре. Она, будучи убита, не бьётся и не трепещется в неприличных акробатических телодвижениях, а умирает, как Брут, как Сократ»[19].